# La Trinitat
La Trinitat ist eine französische Gemeinde mit 51 Einwohnern (Stand: 1. Januar 2022) im Département Cantal in der Region Auvergne-Rhône-Alpes. Sie gehört zum Kanton Neuvéglise-sur-Truyère und zum Arrondissement Saint-Flour.

## Lage
Das Gemeindegebiet gehört zum Regionalen Naturpark Aubrac. Hier entspringt das Flüsschen Tailladès und verläuft an der östlichen Gemeindegrenze nach Norden.
Nachbargemeinden sind Argences en Aubrac im Südwesten und Nordwesten, Jabrun im Nordosten und Saint-Urcize im Südosten.

## Bevölkerungsentwicklung
| Jahr                       | 1962 | 1968 | 1975 | 1982 | 1990 | 1999 | 2008 | 2015 |
| -------------------------- | ---- | ---- | ---- | ---- | ---- | ---- | ---- | ---- |
| Einwohner                  | 152  | 118  | 77   | 58   | 63   | 62   | 42   | 50   |
| Quellen: Cassini und INSEE |      |      |      |      |      |      |      |      |